# تلگادینتسی

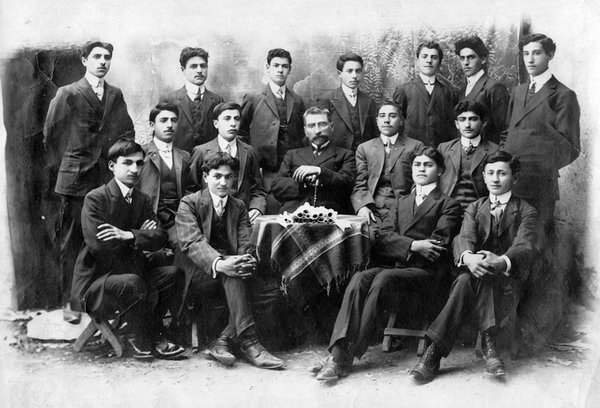
۱۹۱۰

هُوْهانِس هاروتیونیان (ارمنی: Հովհաննես Հարությունյան) با نام ادبی تلگادینتسی (ارمنی: Թլկատինցի زاده ۱۸۶۰ - درگذشته ۱۹۱۵) یک نویسنده و معلم اهل ارمنستان غربی بود. وی در جریان نسل‌کشی ارمنی‌ها توسط حکومت ترکان جوان عثمانی کشته شد.
وی بخاطر نقش رهبری در ادبیات رعیتی شناخته شده است.

## زندگی‌نامه
تلگادینتسی با نام اصلی هوهانس هاروتیونیان روستای Tlgadin (ده مایلی جنوب خارپرت) به دنیا آمد. تحصیلات خویش را در سال ۱۸۷۸ در مدرسه سمباتیان (Smpadian School) به پایان رساند وی در روز ۲۰ ژوئن ۱۹۵ در گلوگاه نزدیکی زادگاهش در زمان نسل‌کشی ارمنی‌ها کشته شد

## رمان‌ها
- From Dark Corners
- Just One Glass
- I Have Done My Part